# Método de Follin
O Método de Follin é um método de quantificação de proteínas, que utiliza fenol e cobre, no meio básico, resultando em um composto azulado medido num calorímetro.

## Características
- Método lento
- Necessita de incubação
- É mais sensíveis que os métodos por biureto e por UV.